# Осташинское

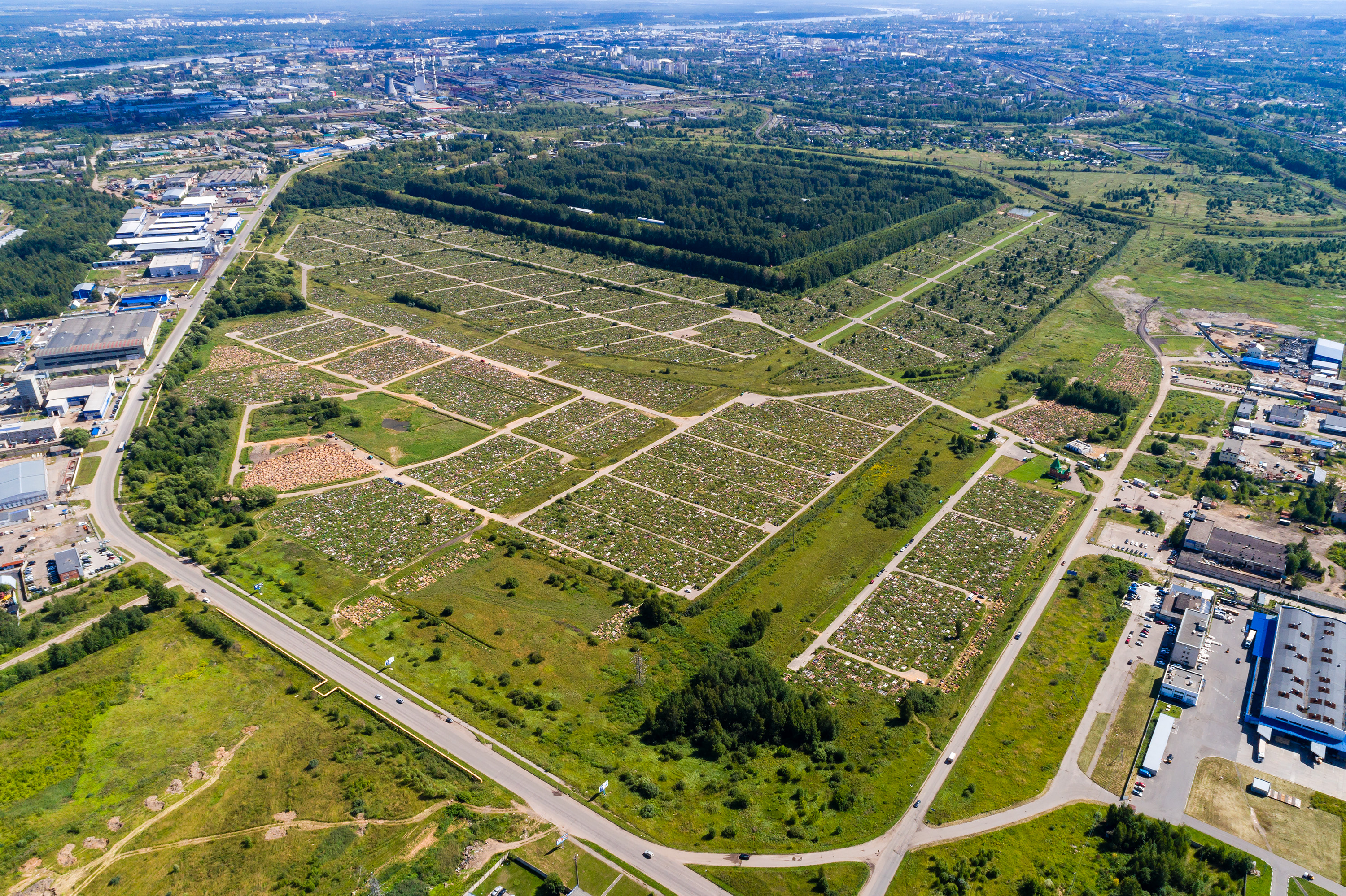
Вид на Осташинское кладбище. 2018 год

Оста́шинское — район в северной части Ярославля. Образовался вокруг деревни Осташинское. Большая часть района занята промышленными предприятиями, складами и крупнейшим городским кладбищем, также носящем название Осташинское. В южной части района находится бывшая воинская часть № 74027 и небольшой посёлок при ней, с 2016 года именуемый микрорайон «Промышленный».

## География
С запада район ограничен железной дорогой Ярославль-Рыбинск, с севера — окружной автомобильной дорогой. На юге отделён железнодорожной веткой от Пятовского посёлка, на востоке Промышленным шоссе от Фрольцево.
Главные улицы района — Промышленная (с востока на запад) и Осташинская (с севера на юг).
Северная и западная части района входят в состав Северной промышленной зоны Ярославля.

## История
На месте будущего района с древних времён располагались деревни Осташинская и Колобиха.
В 1898 году рядом была проложена железная дорога, ставшая позже западной границей района.
В 1944 году территорию района включили в черту города.
В 2001 году было создано Осташинское муниципальное кладбище, к 2020 году занявшее почти все свободные земельные участки района. Мэрия города ведёт переговоры с Минобороны о передаче под кладбище территории бывших военных складов.
В 2016 году был оставлен последний жилой дом (№ 31) Осташинской деревни. 28 августа 2017 года он сгорел.

## Экономика
- Дилерский центр VolvoTruck.
- ООО «Агродортехснаб» — продажа и обслуживание спецтехники.
- ОАО «Опытный завод „Прогресс“» — машиностроительное предприятие.
- Производственный комплекс ОАО «Объединение „Ярославские краски“».
- ЗАО «НПК ЯрЛИ» — лакокрасочные материалы индустриального назначения.
- Осташинская база ЯМЗ.
- ЗАО «Чистый город» — мусороперерабатывающий завод.

## Религия
Церковь Лазаря Праведного на Осташинском кладбище. Сооружена в 2007—2008 у западного въезда на кладбище попечением Н. И. Смирнова (главы ярославского строительного холдинга «Титан»).

Северо-западные окрестности Ярославля в 1858 году, Осташинское в центре сверху. Из «Атласа Ярославской губернии»
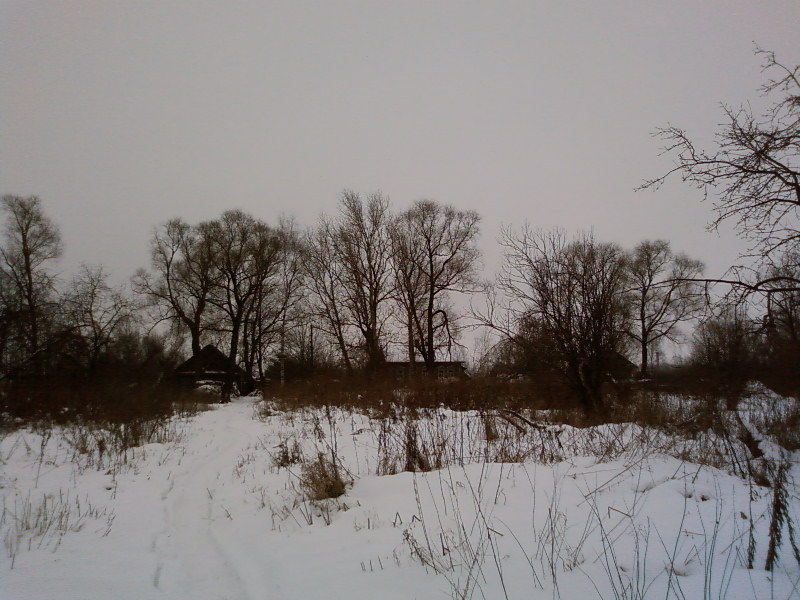
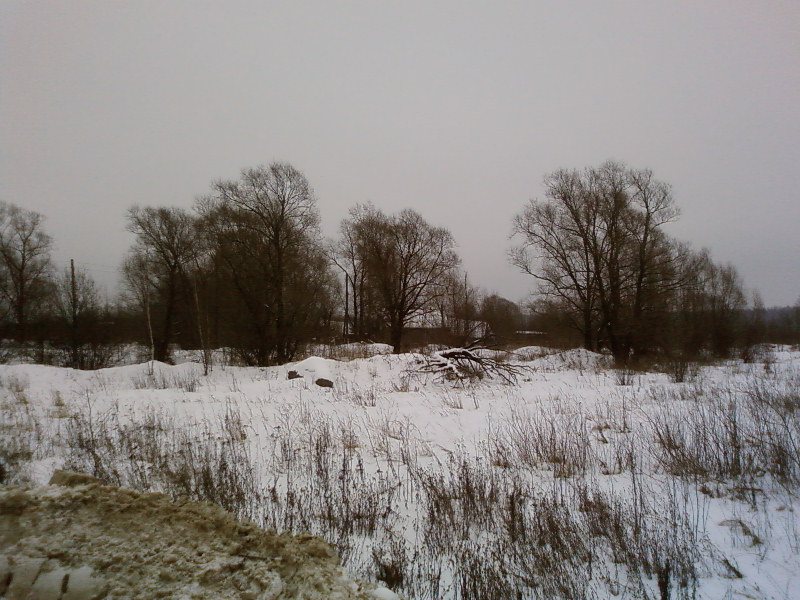